# Kelly O’Sullivan
Kelly O’Sullivan (* in Little Rock) ist eine US-amerikanische Theater- und Filmschauspielerin, Drehbuchautorin und Filmregisseurin.

## Leben
Kelly O’Sullivan wurde in Little Rock, der Hauptstadt des US-Bundesstaates Arkansas geboren, wo sie auch bis zu ihrem 18. Lebensjahr lebte. Als Künstlerin der Familie, ihre Mutter ist Buchhalterin, während ihr Vater für eine Krankenversicherung arbeitete, begann sie mit sechs Jahren in Arkansas Kindertheater zu spielen.

## Theaterarbeiten
Nach ihrem Weggang aus Arkansas und ihrem Theater-Studium an der Northwestern University arbeitete sie an verschiedenen Theatern in Chicago, so mit der Steppenwolf Theatre Company für True, The Crucible und 100 Saints You Should Know und mit The Goodman für The Seagull. Weiter erhielt sie Rollen in The Humans, Columbinus, The Dark at the Top of the Stairs, This is Modern Art, The Internationalist, Honest, Good Boys, Hesperia, The Lieutenant of Inishmore, The Glory of Living und Mr. Marmalade.

## Film und Fernsehen
Ab 2014 spielte O’Sullivan in der Fernsehserie Sirens wiederkehrend in insgesamt 22 Folgen Valentina "Voodoo" Dunacci. Eine größere Rolle erhielt sie auch in Einen Freund zum Geburtstag von 2015.
Für die Tragikomödie Saint Frances von ihrem Lebenspartner Alex Thompson schrieb Kelly O’Sullivan auch das Drehbuch. Sie spielt im Film in der Hauptrolle die junge Autorin Bridget. O’Sullivan hatte Thompson während einer Theaterlesung kennengelernt und zu dieser Zeit nach eigenen Aussage das Drehbuch für „eine schreckliche Web-Serie“ geschrieben. Bei dem Filmdrama Ghostlight, das im Januar 2024 beim Sundance Film Festival seine Premiere feierte, führte O’Sullivan gemeinsam mit Thompson Regie.

## Filmografie (Auswahl)
- 2011: In Memoriam
- 2012: Battleground (Fernsehserie, 4 Folgen)
- 2014–2015: Sirens (Fernsehserie, 22 Folgen)
- 2015: Einen Freund zum Geburtstag (Henry Gamble's Birthday Party)
- 2016: Jessica
- 2018: Olympia
- 2018: Not Welcome
- 2019: Saint Frances (auch Drehbuch)
- 2022: Cha Cha Real Smooth
- 2022: Rounding
- 2023: The Graduates
- 2024: Ghostlight (Regie und Drehbuch)

## Auszeichnungen
Chicago Film Critics Association Award
- 2020: Nominierung als Vielversprechendster Schauspieler (Saint Frances)[8]

Gotham Award
- 2021: Nominierung als Breakthrough Actor (Saint Frances)[9]

Independent Spirit Award
- 2025: Nominierung für den John Cassavetes Award (Ghostlight)[10]

Tallgrass International Film Festival
- 2019: Auszeichnung für das Beste Drehbuch (Saint Frances)

Traverse City Film Festival
- 2019: Auszeichnung mit dem Nora Ephron Prize (Saint Frances)